# Corydalis pulchella
Corydalis pulchella är en vallmoväxtart som beskrevs av James Edward Tierney Aitchison och Hemsl.. Corydalis pulchella ingår i släktet nunneörter, och familjen vallmoväxter. Inga underarter finns listade i Catalogue of Life.